# Флаг Подольского района
Флаг муниципального образования Подо́льский муниципальный район Московской области Российской Федерации — опознавательно-правовой знак, составленный и употребляемый в соответствии с вексиллологическими правилами, служащий официальным символом муниципального образования, единства его территории, населения, прав и самоуправления.
Флаг утверждён 27 ноября 1998 года как флаг муниципального образования «Подольский район» (после муниципальной реформы 2006 года — Подольский муниципальный район) и внесён в Государственный геральдический регистр Российской Федерации с присвоением регистрационного номера 404.

## Описание
«Флаг Подольского района представляет собой двухцветное полотнище, разделённое по вертикали на три части: по краям по 1/5 красного цвета и 3/5 в центре синего (голубого) цвета, на которой жёлтый сноп из 13 колосьев, перевязанный красной лентой поверх двух белых кирок накрест, сопровождаемый вверху жёлтой короной о пяти дугах, увенчанной жёлтым крестом и с белым обручем. Отношение длины полотнища к ширине 3:2».

## Обоснование символики

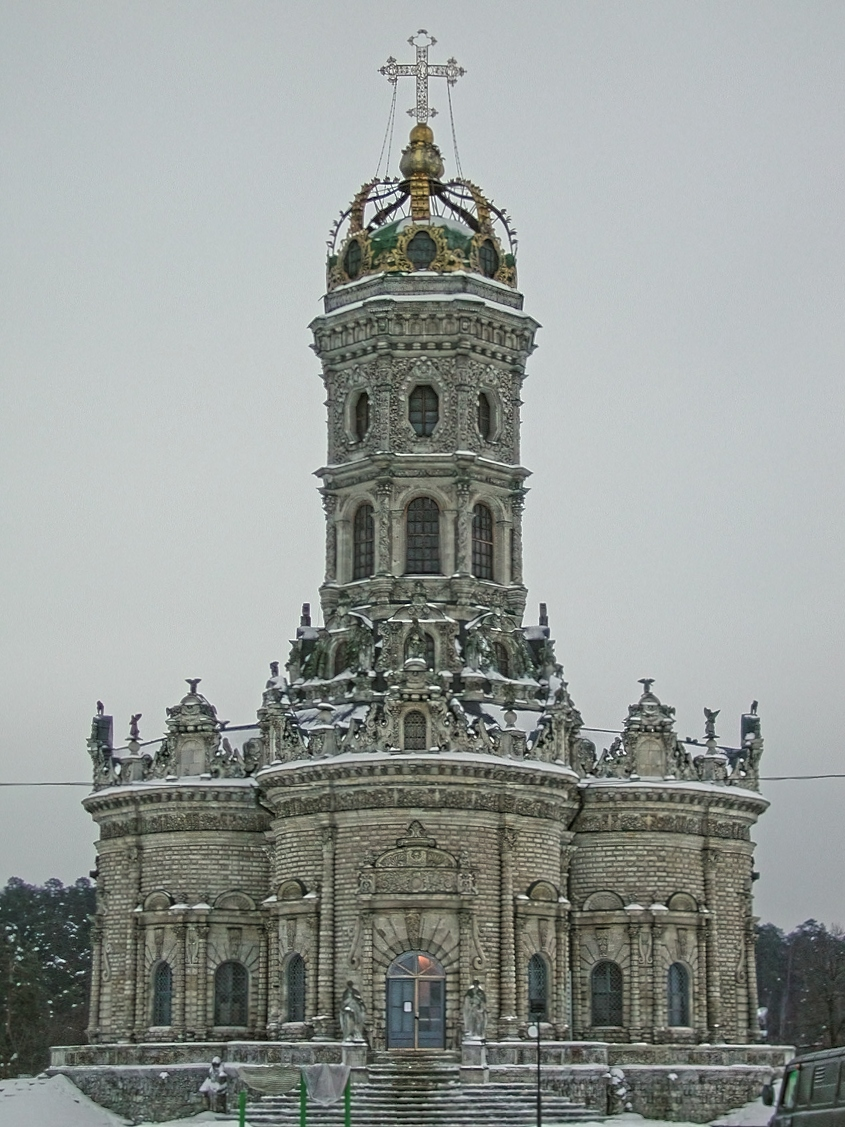
Знаменская церковь в Дубровицах.

Флаг создан на основе герба района, который языком аллегорических символов отражает основные характеристики, присущие Подольскому району.
Жёлтый сноп из 13 колосьев символизирует сельскохозяйственную направленность района и единство 12 сельских и 1 поселкового округов, входящих в состав муниципального образования — Подольский район.
Жёлтая корона повторяет своей формой купол Знаменской церкви в посёлке Дубровицы и символизирует богатое историческое, культурное и духовное наследие района.
Жёлтый цвет (золото) — символ силы, прочности, богатства, великодушия.
Белые кирки, взятые с герба города Подольска, олицетворяют исторический промысел района, развитие ремесла, промышленности.
Белый цвет (серебро) — символ чистоты, совершенства, мира и взаимопонимания.
Синий цвет — символ чести, славы, преданности, истины, красоты, добродетели и чистого неба.

## См. также

Флаги муниципальных образований Подольского района
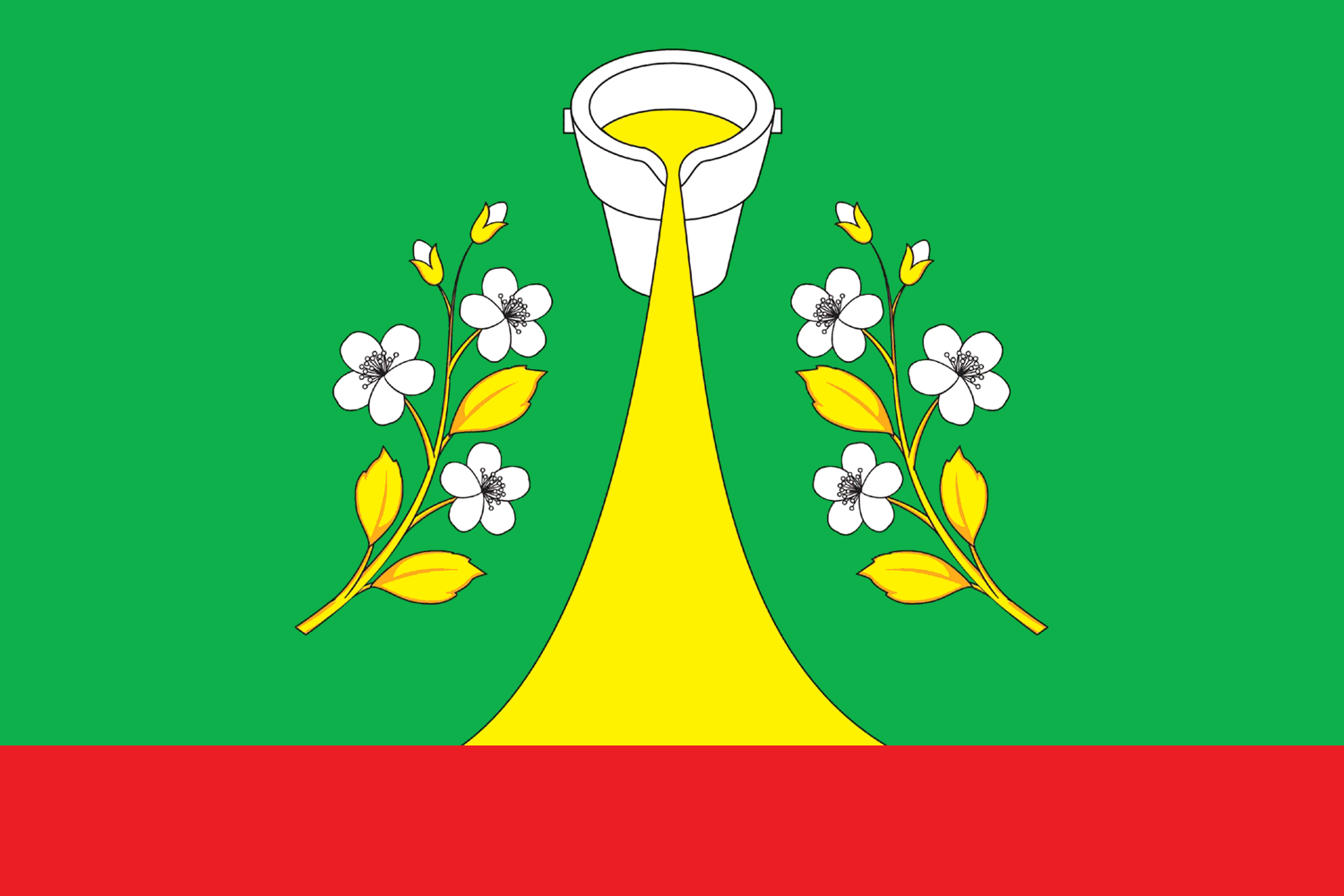
Городское поселение Львовский
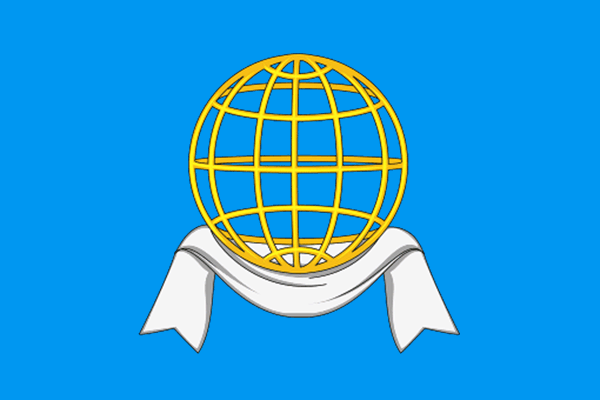
Сельское поселение Лаговское
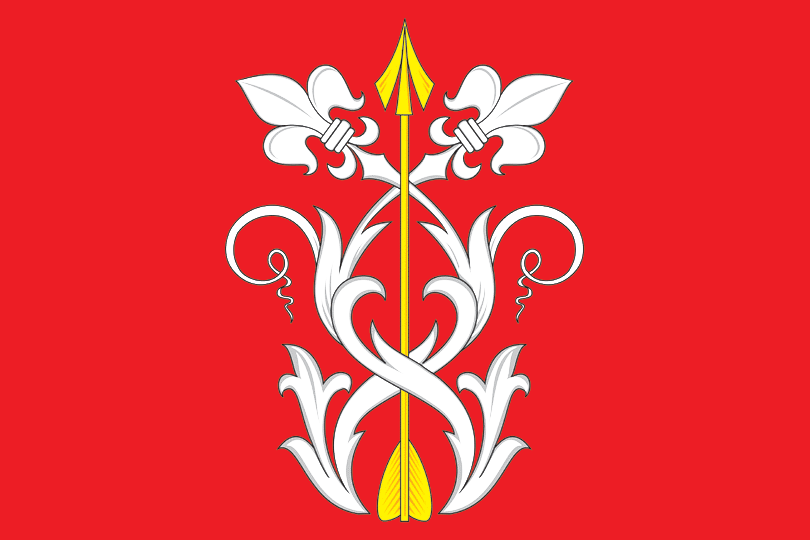
Сельское поселение Стрелковское